# مكدامية متعالية

مكدامية متعالية (الاسم العلمي:Macadamia praealta) هي نوع نباتي يتبع جنس المكدامية من الفصيلة البروطية.